# کریس هیوارد
کریس هِـیوارد (انگلیسی: Chris Hayward؛ ۱۹ ژوئن ۱۹۲۵ – ۲۰ نوامبر ۲۰۰۶) فیلم‌نامه‌نویس و تهیه‌کننده تلویزیونی اهل ایالات متحده آمریکا بود.
از فیلم‌ها یا مجموعه‌های تلویزیونی که وی در آن‌ها نقش داشته است، می‌توان به کارتون دادلی دو-رایت اشاره نمود.
وی همچنین برندهٔ جوایزی همچون جایزه امی ساعات پربیننده شده است.